# James O'Connor (futbolista)
James Kevin Matthew O'Connor (Dublín, Irlanda;1 de septiembre de 1979) en es futbolista y entrenador irlandés. Su último trabajo como entrenador fue en Orlando City de la MLS de los Estados Unidos.

## Selección nacional
Ha sido internacional con la selección de fútbol de Irlanda Sub-21.

## Clubes

### Como jugador
| Club                 | País           | Año         |
| -------------------- | -------------- | ----------- |
| Stoke City           | Inglaterra     | 1998-2003   |
| West Bromwich Albion | Inglaterra     | 2003-2005   |
| Burnley FC (Cesión)  | Inglaterra     | 2004-2005   |
| Burnley FC           | Inglaterra     | 2005-2008   |
| Sheffield Wednesday  | Inglaterra     | 2008-2011   |
| Orlando City         | Estados Unidos | 2012 - 2014 |

### Como entrenador
| Club                   | País           | Año         | PJ  | PG | PE | PP | Efectividad |
| ---------------------- | -------------- | ----------- | --- | -- | -- | -- | ----------- |
| Orlando City (Adjunto) | Estados Unidos | 2013 - 2014 |     |    |    |    |             |
| Louisville City        | Estados Unidos | 2014 - 2018 | 124 | 70 | 28 | 26 | 63.98%      |
| Orlando City           | Estados Unidos | 2018 - 2019 | 56  | 14 | 13 | 29 | 32.74%      |